# ミラン・ビシェヴァツ
ミラン・ビシェヴァツ（セルビア語: Милан Бишевац、英語: Milan Biševac、1983年8月31日 - ）は、ユーゴスラビア社会主義連邦共和国（現・セルビア）出身の元サッカー選手。現役時代のポジションはディフェンダー。

## 経歴
2001年から2003年までFK BASKに在籍。その後、FKベジャニヤ、FKジェレズニクと移籍し、2004年からレッドスター・ベオグラードに移籍。3シーズン在籍し、57試合に出場した。2007年からはフランスのRCランスへ移籍。2008年からはヴァランシエンヌFCへ移籍と、所属チームを転々としているが、いずれのチームでも主軸として活躍している。
2011年に大型補強を進めるパリ・サンジェルマンFCに移籍。当初はレギュラー候補と目されていたが、ディエゴ・ルガーノの加入もあり出場機会に恵まれなかった。しかし、12月23日にアントワーヌ・コンブアレが解任されてカルロ・アンチェロッティが新監督に就任するとこれまでのセンターバックから右サイドバックにコンバートされ、クリストフ・ジャレやセアラと併用された。また、調子を崩したママドゥ・サコーに代わって本職のセンターバックで起用されることもあり新加入のアレックスと抜群のコンビネーションを披露した。出場は19試合に留まり優勝も逃したが、まずまずの活躍を披露したといえる。
新シーズンになるとチアゴ・シウヴァが加入したため、2012年8月16日に220万ユーロの移籍金でオリンピック・リヨンに移籍した。
2016年1月7日、マテヤ・ケジュマンの勧めもありセリエAのSSラツィオに移籍した。契約期間は1年半で、1年間の延長オプションが付帯する。
2016年8月24日、FCメスに移籍した。
2018年7月31日、F91デュドランジュに移籍した。

## 代表歴
セルビア代表として、2006年8月16日のチェコ戦で代表初キャップを記録している。その後遠ざかった時期もあって2010年の南アフリカワールドカップのメンバーからも落選したが、2011年からは代表に定着している。

## 所属クラブ
- FK BASK 2001-2003
- FKベジャニヤ 2003
- FKジェレズニク 2004
- レッドスター・ベオグラード 2004-2006
- RCランス 2007-2008
- ヴァランシエンヌFC 2008-2011
- パリ・サンジェルマンFC 2011-2012
- オリンピック・リヨン 2012-2016
- SSラツィオ 2016
- FCメス 2016-2018
- F91デュドランジュ 2018-2019
- FCスウィフト・エスペランジュ 2019

## タイトル
クラブ
レッドスター・ベオグラード
- セルビア・スーペルリーガ (2): 2005–06, 2006–07
- セルビア・カップ (2): 2005–06, 2006–07